# Mercuria (chi ốc)
Mercuria là một chi ốc cỡ nhỏ nước lợ có mang và nắp (động vật chân bụng)|nắp ốc, là động vật chân bụng sống dưới nước động vật thân mềm trong họ Hydrobiidae.

## Các loài
Các loài trong chi Mercuria gồm có:
- Mercuria bourguignati Glöer, Bouzid & Boeters, 2010[2]
- Mercuria confusa (Frauenfeld, 1863)
- Mercuria gauthieri Glöer, Bouzid & Boeters, 2010[2]